# 打击西南边境地区组织偷渡专案行动
打击西南边境地区组织偷渡专案行动，是中华人民共和国公安部自2014年4月起开展的打击中国西南边境地区组织偷渡活动的专案行动。

## 简介
2013年起，中国西南边境地区偷渡出境案件高发。2013年，云南省、广西壮族自治区公安机关查获此类案件100起、涉及人员795人，数字分别为2012年数字的4倍、7.4倍；2014年，又查破此类案件132起、涉及人员866人。中国西南边境地区形成了“一条龙”式的利益链：“境外指挥——境内组织——中转接运——边境向导——境外‘蛇头’”。偷渡者主要是中国维吾尔族公民，其中部分人是受东伊运等恐怖组织影响，准备用偷渡的方式“迁徙”（伊吉拉特）到中国境外从事“圣战”。
中国西南边境地区偷渡出境案件高发，酿成了多起恶性案件：
- 2014年3月1日，2014年昆明火车站暴力恐怖袭击事件，涉案人员即因在西南边境地区偷渡出境受阻而就地发动“圣战”。[1]
- 2014年4月18日，2014年中越边境暴力事件，在中越边境的越南北风生口岸联检大楼内，16名正待被越南警方遣返回中国的中国籍维吾尔族偷渡者抢夺冲锋枪和木条，袭击越南军警人员。越南调集大批军警赶到现场。事件造成8名中国籍偷渡人员死亡，2名越南军警人员死亡。案发后，越南警方将全部16名涉案中国籍偷渡人员全部移交中国警方。中国警方查明，这16人全部来自中国新疆维吾尔自治区，偷渡受阻后就地发动“圣战”。[1]
- 2014年8月30日，广西壮族自治区防城港市警方在中越边境拦截一批偷渡人员，其中一名偷渡人员在下车时掏出尖刀刺向离得最近的特警，另外一名特警当即开枪将其击伤。事后查明，该偷渡人员因偷渡受阻乃就地发动“圣战”。[1]

遵照中央的部署，中华人民共和国公安部成立了“4·29”专案组，2014年5月初部署河南省、广东省、广西壮族自治区、四川省、云南省、新疆维吾尔自治区等地警方统一开展“打击西南边境地区组织偷渡专案行动”，中华人民共和国公安部还派出多个工作组到重点地区督导。截至2015年1月，公安机关破获组织、运送、偷越国（边）境案件262起，抓获涉嫌组织、策划、运送他人偷越国（边）境犯罪嫌疑人共计352名，查获涉嫌偷越国（边）境犯罪嫌疑人共计852名。随着专案行动的开展，中国西南边境地区偷渡案件数量大幅下降。